# Raymond Fiori
Raymond Fiori (Montbéliard, 24 gennaio 1931 – Pouzauges, 16 maggio 1994) è stato un allenatore di calcio e calciatore francese, di ruolo difensore.

## Carriera
Fiori inizia la carriera al Besançon nel 1950, società con cui rimarrà sino al 1956. Con il club della Franca Contea gioca sei campionati nella serie cadetta francese.
Nel 1956 viene ingaggiato dal Lens, con cui ottiene nella stagione d'esordio il secondo posto della Division 1 1956-1957. Dopo aver perso in finale la Coppa Charles Drago nel 1957 contro l'Olympique Marsiglia, Fiori con il suo club vince il trofeo nel 1959, battendo in finale il Valenciennes.
Nel 1959 passa per una stagione al Bordeaux, con cui ottiene il ventesimo ed ultimo posto della Division 1 1959-1960.
Nel 1960 Fiori passa ai cadetti del Nantes, società con cui ottiene la promozione al termine della Division 2 1962-1963. Al termine della stagione lascia il calcio giocato.
Nella stagione 1979-1980 allena il Pouzauges.

## Palmarès
- Coppa Charles Drago: 1

Lens: 1959